# Ricardo Pereira
Ricardo Alexandre Martins Soares Pereira, mer känd som "Ricardo" är en portugisisk före detta fotbollsspelare. Han föddes den 11 februari 1976 i Montijo, Portugal. Han har tidigare spelat för bland annat Boavista, Sporting Lissabon och Real Betis.

## EM och VM

### EM 2004
I kvartsfinalen mot England blev Ricardo en av matchhjältarna. Det blev straffläggning och det stod 5-5. Ricardo tog av sig handskarna och tog Darius Vassells skott. Därefter sköt han själv den vinnande straffen i Englands mål.  Laget besegrade även Holland och fick i finalen möta Grekland. Ricardo missbedömde en hörna, vilket gjorde att Angelos Charisteas kunde nicka in matchens enda mål.

### VM 2006
I VM 2006 vann Portugal vann alla matcher i sin gruppen och slutade som gruppsegrare. De besegrade sedan Holland i åttondelsfinalen, i en match där det delades ut 4 röda och 16 gula kort. I kvartsfinalen mötte man återigen England, och återigen blev det ett straffavgörande. Ricardo räddade tre av fyra straffar och efter att Cristiano Ronaldo gjort mål var Portugal i semifinal. De förlorade dock mot Frankrike i semifinalen och mot hemmalaget Tyskland i bronsmatchen.

### EM 2008
Portugal vann sin grupp i EM 2008, men förlorade mot Tyskland i kvartsfinalen.